# Art Linson
Art Linson (Chicago, 16 marzo 1942) è un produttore cinematografico e regista statunitense.

## Biografia
Debutta alla regia nel 1980 con Where the Buffalo Roam, basato su un racconto di Hunter S. Thompson, mentre nel 1984 dirige The Wild Life, in seguito inizia una promettente carriera di produttore, carriera che comprende titoli come Fuori di testa, Una volta ho incontrato un miliardario, Gli intoccabili, Heat - La sfida, Black Dahlia e Into the Wild - Nelle terre selvagge.
Ha pubblicato due libri What Just Happened? Storie amare dal fronte di Hollywood, divenuto per il cinema Disastro a Hollywood di Barry Levinson (di cui ha curato la sceneggiatura), e A Pound of Flesh: Perilous Tales of How to Produce Movies in Hollywood.

## Filmografia

### Produttore

#### Cinema
- Car Wash, regia di Michael Schultz (1976)
- American Hot Wax, regia di Floyd Mutrux (1978)
- Where the Buffalo Roam, regia di Art Linson (1980)
- Una volta ho incontrato un miliardario (Melvin and Howard), regia di Jonathan Demme (1980)
- Fuori di testa (Fast Times at Ridgemont High), regia di Amy Heckerling (1982)
- The Wild Life, regia di Art Linson (1984)
- Gli intoccabili (The Untouchables), regia di Brian De Palma (1987)
- S.O.S. fantasmi (Scrooged), regia di Richard Donner (1988)
- Vittime di guerra (Casualties of War), regia di Brian De Palma (1989)
- Non siamo angeli (We're No Angels), regia di Neil Jordan (1989)
- Dick Tracy, regia di Warren Beatty (1990)
- Singles - L'amore è un gioco (Singles), regia di Cameron Crowe (1992)
- Nome in codice: Nina (Point of No Return), regia di John Badham (1993)
- Voglia di ricominciare (This Boy's Life), regia di Michael Caton-Jones (1993)
- Heat - La sfida (Heat), regia di Michael Mann (1995)
- L'urlo dell'odio (The Edge), regia di Lee Tamahori (1997)
- Paradiso perduto (Great Expectations), regia di Alfonso Cuarón (1998)
- Falso tracciato (Pushing Tin), regia di Mike Newell (1999)
- Fight Club, regia di David Fincher (1999)
- Sunset Strip, regia di Adam Collis (2000)
- Il colpo (Heist), regia di David Mamet (2001)
- Spartan, regia di David Mamet  (2004)
- Imaginary Heroes, regia di Dan Harris (2004)
- Lords of Dogtown, regia di Catherine Hardwicke (2005)
- Black Dahlia (The Black Dahlia), regia di Brian De Palma (2006)
- Into the Wild - Nelle terre selvagge (Into the Wild), regia di Sean Penn (2007)
- Disastro a Hollywood (What Just Happened?), regia di Barry Levinson (2008)
- The Comedian, regia di Taylor Hackford (2016)
- The Outsider, regia di Martin Zandvliet (2018)

#### Televisione
- The Untouchables – serie TV, 13 episodi (1993)
- Sons of Anarchy – serie TV, 92 episodi (2008-2014)
- La terra dei fuorilegge (Outlaw Country), regia di Adam Arkin e Michael Dinner – film TV (2012)
- The Money, regia di Justin Chadwick – film TV (2014)
- Yellowstone – serie TV, 53 episodi (2018-2024)
- 1883, regia di Taylor Sheridan, Ben Richardson e Christina Alexandra Voros – miniserie TV, 10 puntate (2021-2022)
- 1923 – serie TV, 15 episodi (2022-2025)